# Neotobia alberta
Neotobia alberta är en skalbaggsart som beskrevs av Ashe 1992. Neotobia alberta ingår i släktet Neotobia och familjen kortvingar. Inga underarter finns listade i Catalogue of Life.